# Belluire
Belluire település Franciaországban, Charente-Maritime megyében. Lakosainak száma 216 fő (2022. január 1.). Belluire Fléac-sur-Seugne, Mosnac, Pons, Saint-Palais-de-Phiolin és Saint-Quantin-de-Rançanne községekkel határos.

## Népesség
A település népességének változása:
| Lakosok száma | 198  | 186  | 168  | 169  | 216  | 211  | 208  | 211  | 214  | 216  |
|               | 1968 | 1982 | 1990 | 2006 | 2013 | 2015 | 2017 | 2019 | 2020 | 2022 |